# Elezioni generali in Uruguay del 2004
Le elezioni generali in Uruguay del 2004 si tennero il 31 ottobre per l'elezione del Presidente e il rinnovo dell'Assemblea generale (Camera dei rappresentanti e Camera dei senatori).
Le consultazioni furono precedute da elezioni primarie, interne alle varie formazioni politiche: la riforma costituzionale del 1997, infatti, aveva imposto l'obbligo di indire elezioni primarie nel caso in cui fossero state presentate più candidature all'interno dei rispettivi partiti.
Il candidato della sinistra Tabaré Vázquez risultò vincitore con il 51,67% dei voti al primo turno. Il risultato ufficiale fu annunciato dalla Corte elettorale il 6 novembre 2004 e due giorni dopo Vázquez fu proclamato presidente, entrando in carica il 1º marzo 2005.
Assieme alla carica di presidente fu eletto anche il vicepresidente, ossia Rodolfo Nin Novoa.
Per quanto riguarda la Camera, il Fronte Ampio raggiunse, insieme ad altre formazioni alleate, la maggioranza assoluta dei seggi, ottenendo 52 dei 99 deputati. Il principale partito d'opposizione, il Partito Nazionale, conseguì 34 seggi, mentre il Partito Colorado ne conquistò 10 deputati; infine, il Partido Independiente de Uruguay ottenne un solo seggio.
Le elezioni si svolsero contestualmente ad un referendum avente ad oggetto il mantenimento del servizio idrico sotto controllo statale: l'opzione favorevole prevalse con oltre il 60% dei consensi.

## Risultati
| Liste                  | Candidati          | Voti      | %     | Seggi |
| ---------------------- | ------------------ | --------- | ----- | ----- |
| Fronte Ampio           | Tabaré Vázquez     | 1.124.761 | 51,66 | 53    |
| Partito Nazionale      | Jorge Larrañaga    | 764.739   | 35,13 | 34    |
| Partito Colorado       | Guillermo Stirling | 231.036   | 10,61 | 10    |
| Partito Indipendente   | Pablo Mieres       | 41.011    | 1,88  | 2     |
| Partito Intransigente  | Victor Lissidini   | 8.572     | 0,39  | -     |
| Unione Civica          | Aldo Lamorte       | 4.859     | 0,22  | -     |
| Partito Liberale       | Julio Vera         | 1.548     | 0,07  | -     |
| Partito dei Lavoratori | Rafael Fernández   | 513       | 0,02  | -     |
| Totale                 | Totale             | 2.177.039 |       | 99    |

## Principali candidati
I candidati delle rispettive forze politiche sono stati nominati tramite elezioni primarie nazionali svoltesi domenica 27 giugno del 2004. La tornata elettorale è stata caratterizzata da una intensa campagna elettorale perché queste elezioni sono un primo test elettorale prima delle presidenziali del mese di ottobre. Con queste elezioni è stato possibile conoscere l'equilibrio all'interno tra le correnti delle varie forze politiche.

### Fronte Ampio

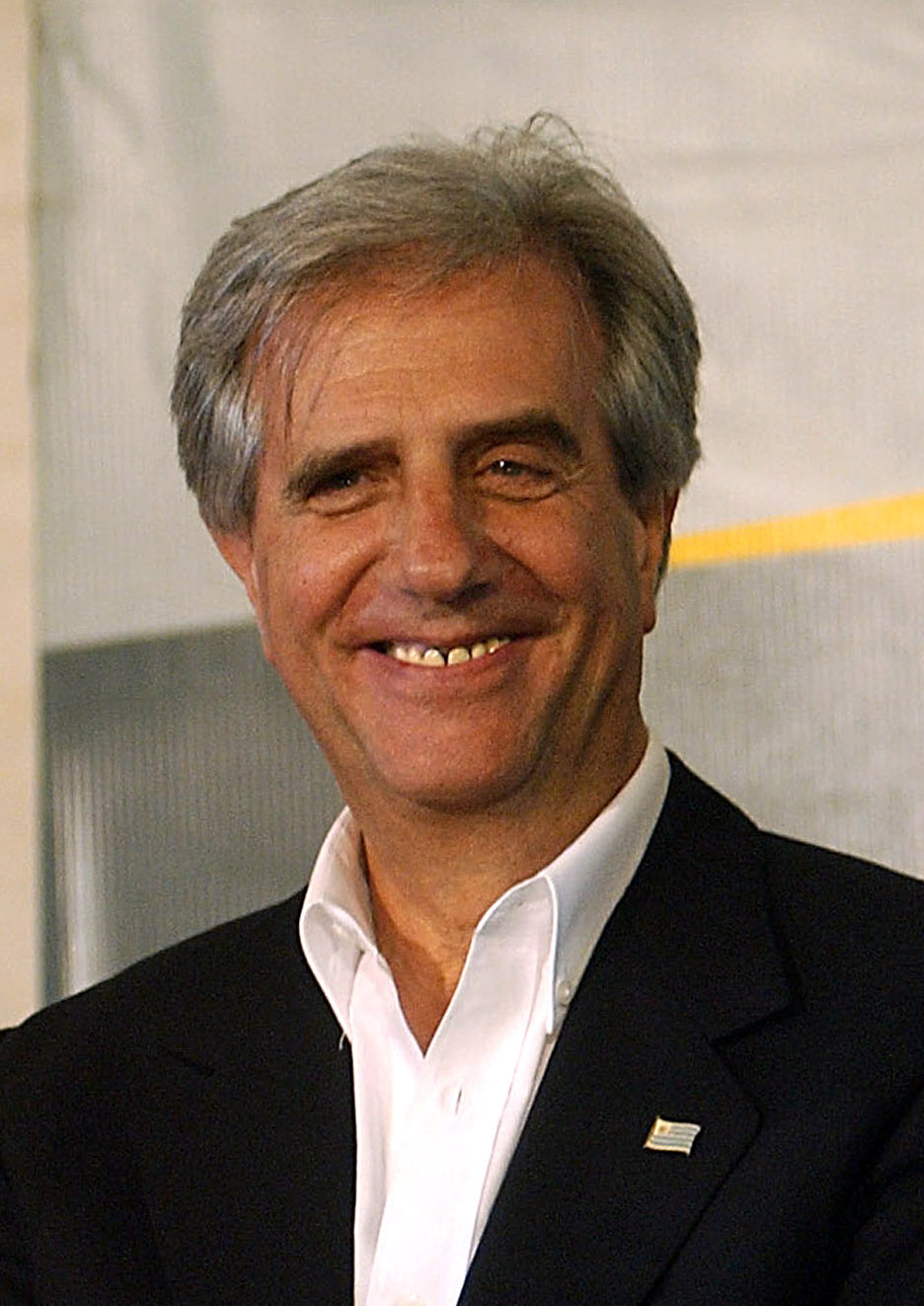
Tabaré Vázquez

Dopo le sconfitte subite nelle elezioni del 1994 per poco più di 2 punti percentuali e dopo la sconfitta al ballottaggio del 1999 Tabaré Vázquez si ripresenta per la terza volta consecutiva alle elezioni con lo stesso candidato alla vicepresidenza ossia Rodolfo Nin Novoa un ex blanco appartenente all'area più eterodossa e di sinistra del suo ex partito.
Tabaré Vázquez ha presentato un programma di centro-sinistra particolarmente incentrato sulla politica di prevenzione sociale e su una politica economica che permettesse al paese di uscire dalla gravosa crisi economica provocata dal crack della vicina Argentina e da una politica liberista del Partito Colorado. Tabaré Vázquez durante la campagna elettorale si è recato in visita in Argentina, in Brasile, negli Stati Uniti e anche in Europa. Ma in particolare si è recato per concludere la sua campagna elettorale in Argentina dove si calcola vivano circa 400.000 uruguaiani che hanno il diritto di voto per il loro paese.
All'interno del partito non sono state avanzate candidature alternative a quelle dell'ex sindaco della capitale in quanto favorito per la corsa presidenziale. Dopo la proclamazione come candidato presidenziale il Frente ha deciso di coalizzarsi con il partito di centro-sinistra Nueva Mayoría per poter ampliare l'area politica definita come progressista.
Vázquez punta a vincere le elezioni al primo turno al fine di non dover proseguire la campagna elettorale perché sarebbe più impegnativa perché i colorados potrebbero appoggiare i blancos che sono favoriti come principale partito dell'opposizione.
Vázquez ideologicamente si pone al centro-sinistra dello scenario politico nazionale e rivendicando le sue affinità con altri leader della sinistra democratica del continente come Ricardo Lagos in Cile e Lula da Silva in Brasile.
Tuttavia molti esprimono dubbi sull'eventuale conduzione economica del futuro governo di Vázquez perché le correnti radicali potrebbero condizionare la gestione.

### Partido Nacional

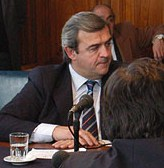
Jorge Larrañaga

I principali sfidanti nelle primarie del Partito Nazionale sono l'ex Presidente Luis Alberto Lacalle, l'unico esponente blanco a essere stato eletto dal ritorno alla democrazia nell'Uruguay, e Jorge Larrañaga senatore e candidato dell'area più centrista del partito. Lacalle si caratterizza come esponente di destra. Un'altra candidata del partito è stata Cristina Maeso.
Entrambi i candidati hanno giudicato negativa l'esperienza di governo di coalizione con il Partito Colorado schierato su posizioni troppo liberiste e contrarie all'ideologia nazionalista e hanno condiviso la scelta di dimissioni di tutti i ministri blancos appartenenti al governo di Jorge Batlle.
Alla fine Jorge Larrañaga prevale leggermente sul candidato conservatore Luis Alberto Lacalle e conducendo la sua campagna elettorale su temi più moderati e più eterodossi in campo economico accettando anche l'intervento dello stato nell'economia nelle situazioni di emergenza per il paese.

### Partido Colorado

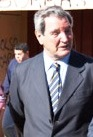
Guillermo Stirling

Il Partito Colorado è lo storico partito di governo dell'Uruguay e ha alternato posizioni che vanno dalla destra fino al centro-sinistra.
Tuttavia i colorados a partire dal 2002 stanno subendo una grave emorragia di consensi dovuti all'impopolare governo di Jorge Batlle ritenuto responsabile della crisi economica del paese a causa delle sue posizioni troppo liberali in politica economica. Per tale motivo l'alleanza eterogenea con lo storico partito avversario ossia i Nacional-Blancos, nata per contrastare l'ascesa della sinistra rappresentata dal Fronte Ampio, si è sfaldata.
L'ex ministro dell'Interno Guillermo Stirling è risultato vincitore della competizione interna ma già dalle elezioni primarie si è intuito che il partito non solo non sarebbe riuscito a rinconquistare il governo dell'Uruguay ma non sarebbe neppure il principale partito dell'opposizione.
Il partito si schiera su posizioni di centro-sinistra ma sarà invano perché la maggior parte dell'elettorato colorado si è schierato o con i blancos oppure con i frenteamplisti.
I Colorados intanto annunciano che in caso di ballottaggio ripeteranno l'alleanza con il Partido Blanco e di proseguire quindi un eventuale governo di centro-destra.

### Partido Independiente

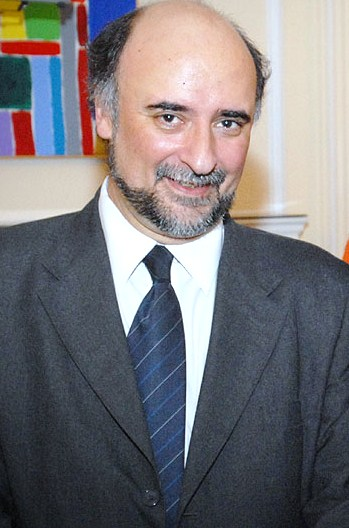
Pablo Mieres

In origine il partito si chiamava Nuevo Espacio ma a seguito della scissione della componente più di sinistra del partito che ha deciso di costituire la lista Nueva Mayoría e di allearsi con il Fronte Ampio, la componente più moderata ha deciso di fondare il partito Partito Independiente schierato su posizioni di centro progressista e liberale-progressista. Il candidato del partito è Pablo Mieres.
Tuttavia la maggior parte dell'elettorato intravende tale partito come una formazione di orientamenti di centro-destra perché deciso a non schierarsi con il Fronte Ampio.